# Kulturzentrum Belvedereschlössl

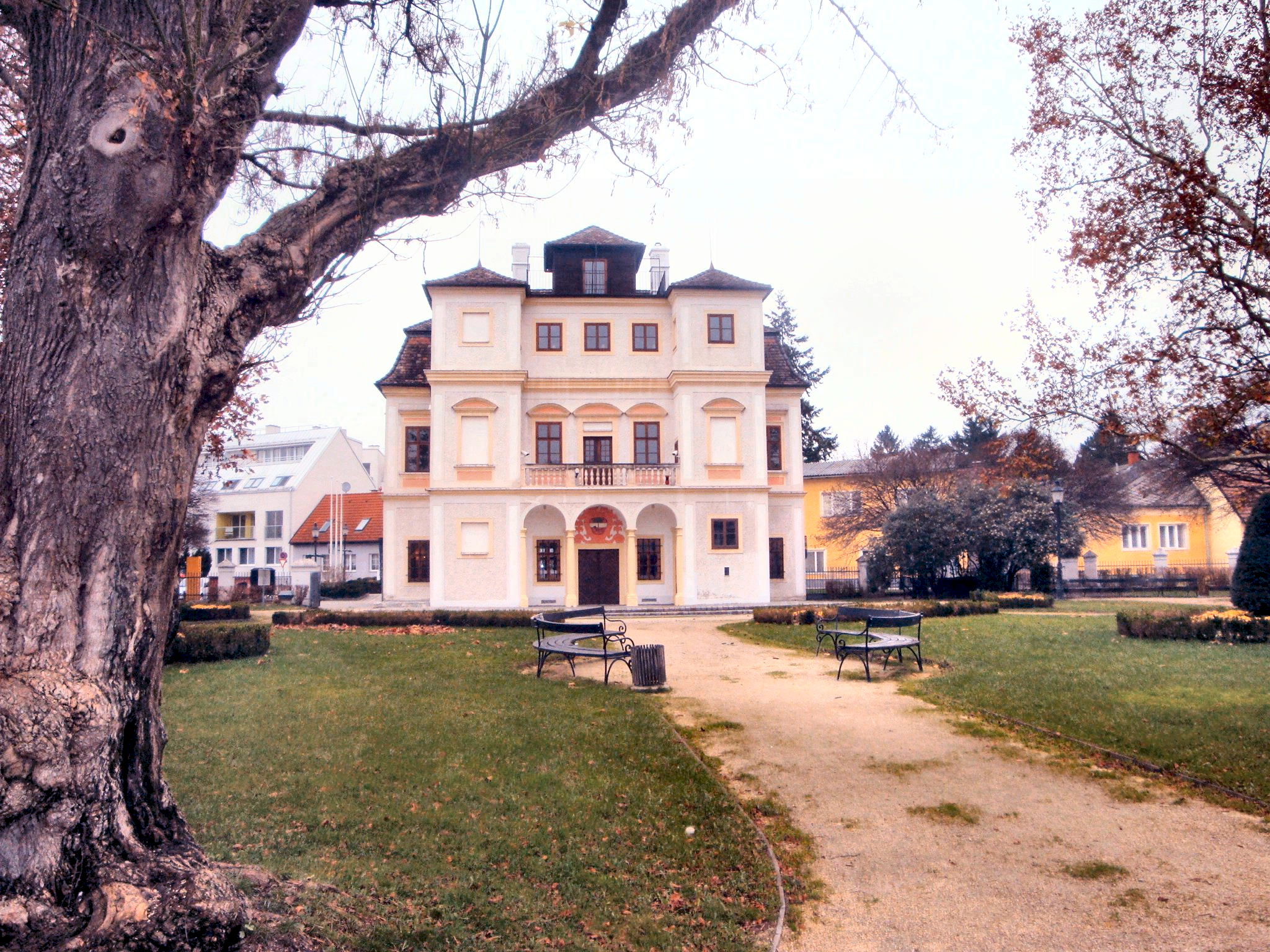
Belvedereschlössl, Stockerau, Herbst 2014

Das Kulturzentrum Belvedereschlössl ist ein historisches Gebäude in Stockerau, in welchem auch das Bezirksmuseum Stockerau untergebracht ist.

## Geschichte

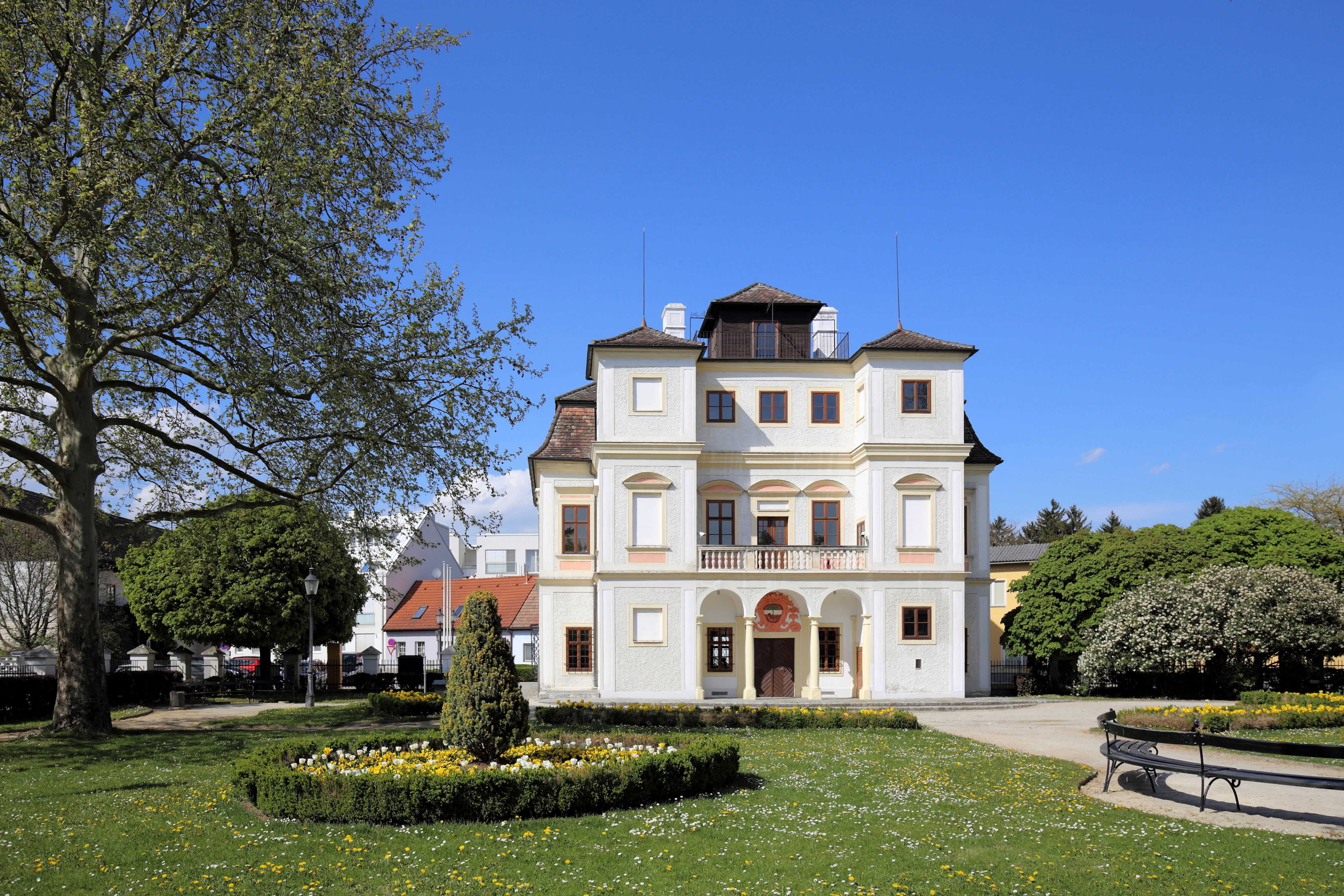
Belvedereschlössl, Stockerau, Frühjahr 2015

Das Belvedereschlössl stammt vermutlich aus dem 15. Jahrhundert. Ab dem 17. Jahrhundert ist der Besitz nachweisbar, so war es Besitz des Grafen Andreas von Volkra, ab 1672 im Besitz des Grafen Palffy. Johann Conrad Albrecht von Albrechtsburg erwarb 1682 den Volkra-Hof samt Zubehör in Stockerau. Er ließ bis 1688 das Gebäude neu errichten, darunter das nachmalige Belvedereschlössl und erwirkte 1690 für die kleine Grundherrschaft die neue Bezeichnung Freisegg (Freysegg). Belvedere wurde als Lustschlösschen verwendet und 1780 an den Markt Stockerau verkauft. 
1882 wurde im Garten des Belvedereschlössls die Maschinenfabrik Weipert erbaut, 1933 wieder abgerissen. Danach wurde das Areal teilweise verbaut, 1984 jedoch als Barockgarten rückgestaltet. Unter Bürgermeister Leopold Richentzky  begannen ab 1984 auch umfangreiche Revitalisierungsmaßnahmen des Schlösschens. 
Im Jahre 1985 wurde das Kulturzentrum Belvedereschlössl eröffnet. Die seit 1910 im Rathaus und später in der Kirchenschule untergebrachte Sammlungen des Museums Stockerau konnten damit in die neuen Räumlichkeiten übernommen werden.

## Museum
Das Bezirksmuseum Stockerau im Belvedereschlössl verfügt über Sammlungen aus dem Bereich der Paläontologie, Urgeschichte, Mineralogie, Numismatik, Naturkunde, kirchlichen Kunst, Waffen und Militärgeschichte sowie über Objekte aus der Vergangenheit der Stadt Stockerau. Dem Schriftsteller Nikolaus Lenau ist eine Gedächtnisecke gewidmet. Weiters finden jährlich wechselnde Sonderausstellungen statt. 
Das sonn- und feiertäglich geöffnete Museum trägt das "Österreichische Museums-Gütesiegel", welches 2010 bestätigt wurde.
Besonders sehenswerte Objekte:
- Ur- und frühgeschichtliche Sammlung: Funde aus Großmugl – u. a. das Mondidol um 500 v. Chr.
- Bedeutende Bestände antiker Münzen; Münzfunde von Höbersdorf, 17. Jh.
- Ehemaliges Hochaltarbild der Pfarrkirche, hl. Stephanus, bez. Nikolaus van Hoy, 1666

## Weitere kulturelle Veranstaltungen
Im Belvedereschlössl finden auch Lesungen, Konzerte und Ausstellungen bildender Künstler statt. In der Zeitung „Unsere Stadt“ wird regelmäßig über diese Veranstaltungen berichtet.